# Germania Magna

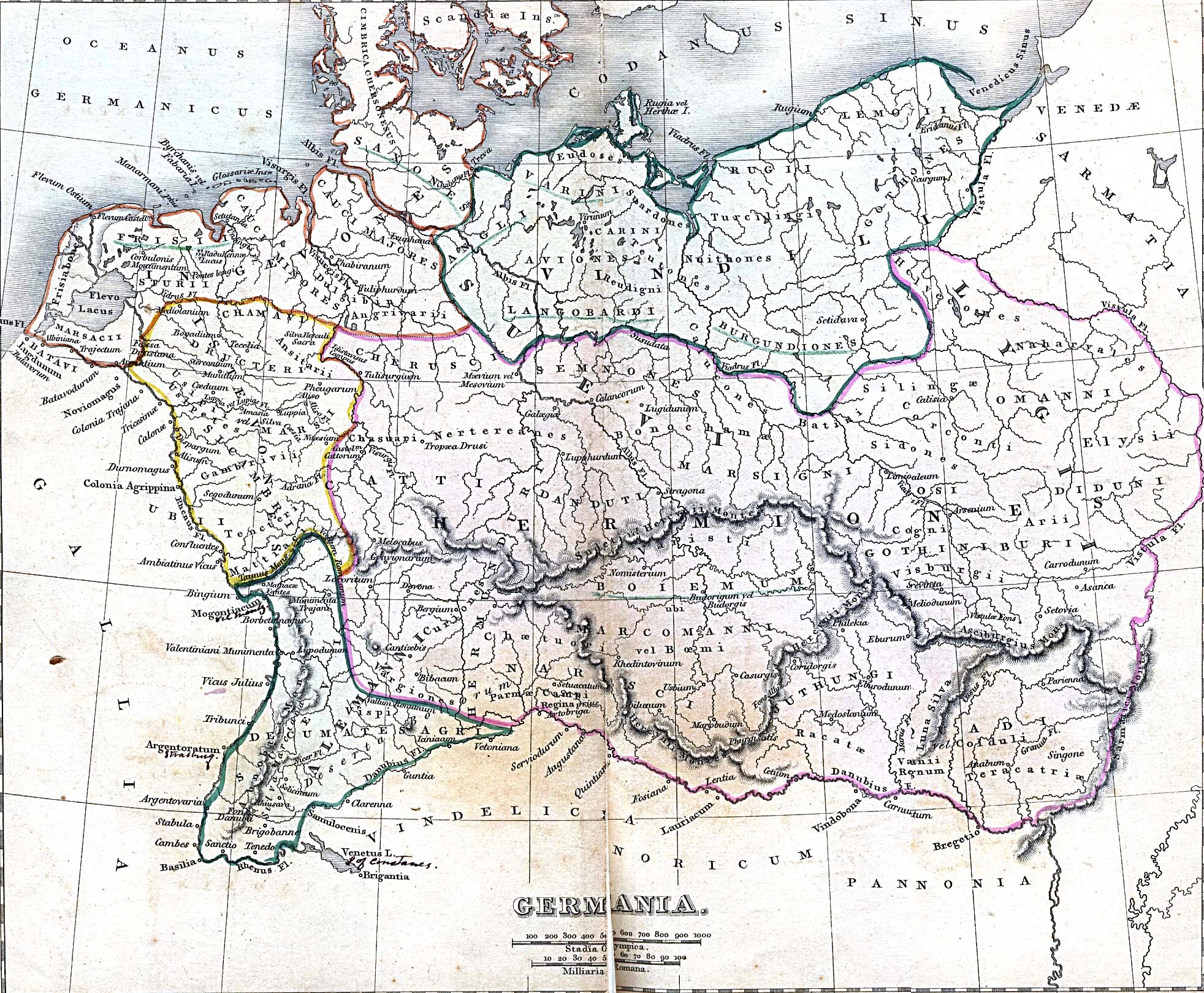
Germania según un mapa de 1849

Germania, también llamada Magna Germania (en español: Gran Germania), era una gran región histórica en el centro-norte de Europa durante la era romana, que fue asociada por los autores romanos con los pueblos germánicos. La región se extendía aproximadamente desde el Medio y Bajo Rin en el oeste hasta el Vístula en el este. También llegaba tan al sur como el Alto y el Danubio Medio y Panonia, y hasta las zonas conocidas de Escandinavia en el norte. Arqueológicamente, estos pueblos corresponden aproximadamente a la Edad del Hierro romana de esas regiones. Aunque aparentemente dominada por pueblos germánicos, la Magna Germania estaba habitada asimismo por pueblos no germánicos, entre ellos los celtas y protoeslavos.
El nombre latino Germania significa tierra del Germani, pero la etimología del nombre Germani en sí misma es incierta. Durante la guerra de las Galias del siglo I a. C., el general romano Julio César se encontró con pueblos originarios de allende el Rin. Se refirió a estas personas como Germani y sus tierras más allá del Rin como Germania. En los años siguientes, el emperador romano Augusto trató de expandir su imperio más allá del Rin, hacia el Elba, pero estos esfuerzos quedaron frenados por la derrota romana en la batalla del bosque de Teutoburgo el 9 d. C ante el caudillo germano Arminio. Las prósperas provincias de Germania Superior y Germania Inferior, a veces denominadas colectivamente como Germania romana, se extendieron posteriormente al noreste de la Galia, mientras que los territorios más allá del Rin permanecieron independientes del control romano, aunque irónicamente pasarían a ser "romanos" al ser incorporados al renacido Imperio romano de Occidente creado por Carlomagno, que al dividirse, su parte oriental será el Reino de Germania.

## Etimología
En latín, el nombre Germania significa tierras donde viven personas llamadas Germani. Se ha dicho que esta palabra proviene del celta y quiere decir aquel que habita en los bosques, teniendo en cuenta que en Germania hay grandes bosques, como la Selva Negra. Los orígenes etimológicos de la palabra Germanus siguen siendo oscuros. Bien podría, como afirmó Tácito, haber sido originalmente el nombre de un pequeño grupo, que fue elegido por los griegos y romanos, tal vez siguiendo el uso galo, y aplicado a cualquier otro vecino extranjero considerado similar en lenguaje y otros aspectos de la cultura. Los estudiosos modernos no están de acuerdo con la etimología del nombre Germani. Se han sugerido el celta, el germánico, el ilirio y etimologías latinas.
La fuente principal sobre el origen de los nombres Germania y Germani es el libro Germania (98 d. C.) escrito por Tácito, subtitulado Sobre el origen y la geografía de los germanos (De origine et situ Germanorum) que se completó a finales del siglo I. Sugiere que el nombre es una invención moderna. 'Se debe al hecho', nos dice en el segundo capítulo de la Germania, 'que las tribus que cruzaron por primera vez el Rin y expulsaron a los galos, y ahora se llaman tungros, luego se llamaron germanos. Así, lo que era el nombre de una tribu, y no de una raza, prevaleció gradualmente, hasta que todos se llamaron a sí mismos con este nombre autoinventado de germanos, el que los conquistadores habían empleado por primera vez para inspirar terror'. Muchos eruditos modernos consideran plausible la historia de Tácito, aunque se duda que el nombre fuera usado comúnmente por los Germani para referirse a sí mismos.

## Geografía

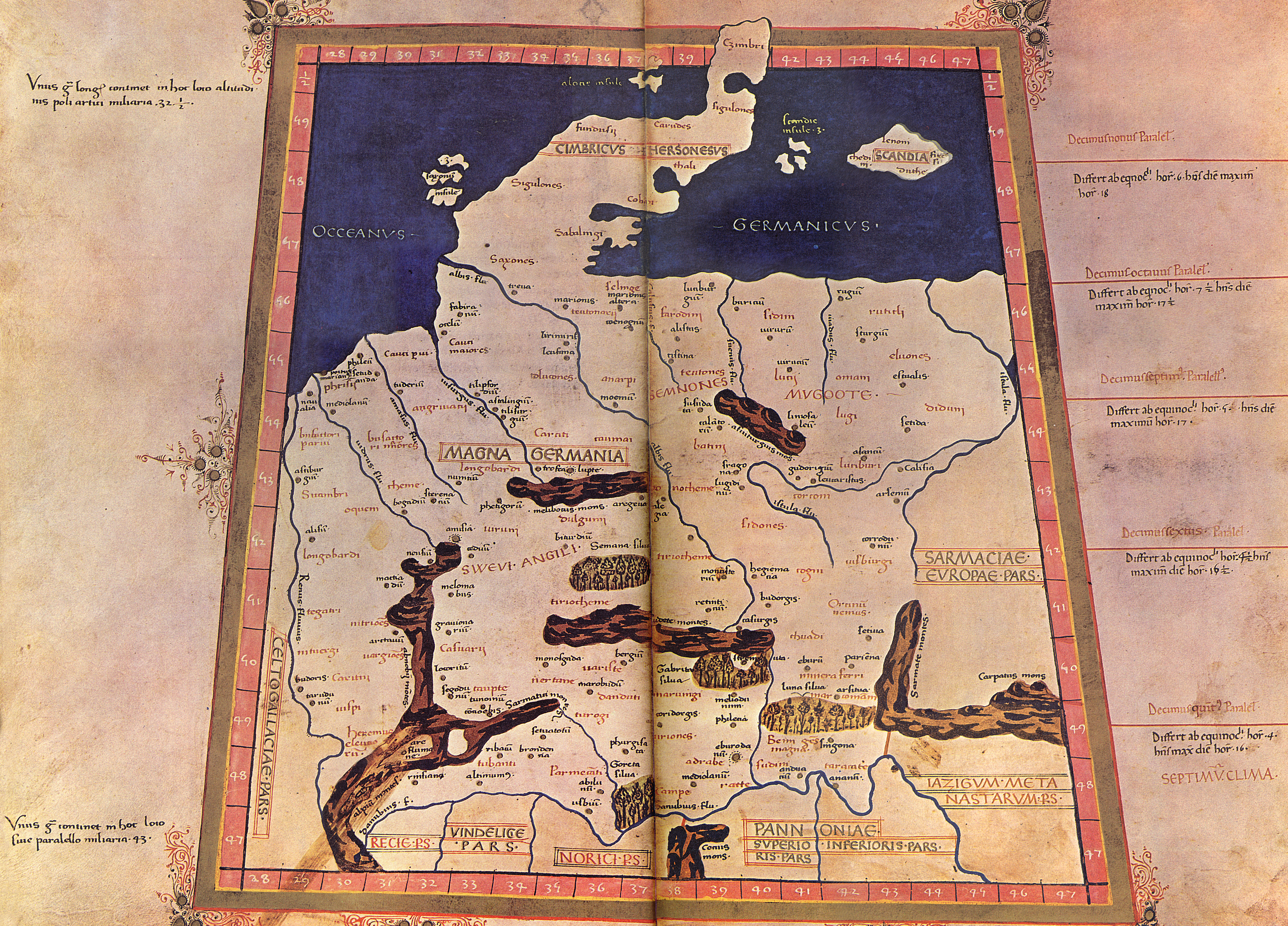
Mapa del de Germania como la describe Ptolomeo en Geografía (150 d. C.).

Los límites de Germania no están claramente definidos, particularmente en sus márgenes norte y este. Germania se extendía aproximadamente desde el Rin en el oeste hasta más allá del río Vístula al este, y desde el Danubio al sur y al norte a lo largo de los mares Norte y Báltico, incluida Escandinavia. Germania Superior abarcó partes de la actual Suiza, el suroeste de Alemania y el este de Francia, mientras que Germania Inferior comprendía gran parte de la actual Bélgica y Países Bajos.
En su Geografía, hacia 150 d. C., el geógrafo romano Ptolomeo proporciona descripciones de la geografía de Germania. Los estudiosos modernos han podido localizar muchos de los nombres de lugares mencionados por Ptolomeo, y los han asociado con los nombres de lugares de la actualidad.
Germania estaba habitada por un gran número de pueblos, y no había mucha unidad entre ellos. Parece que Germania no estaba completamente habitada por pueblos germánicos. La hidronimia proporciona evidencia de la presencia de otro grupo indoeuropeo, que probablemente vivió bajo la dominación germánica.

## Historia

### Julio César
Durante la guerra de las Galias del siglo I a. C., el general romano Julio César entró en contacto con pueblos originarios del este del Rin. En su Commentarii de Bello Gallico, César se refiere a estos pueblos como los Germani, y las tierras de donde se originaron como Germania. Los romanos parecen haber tomado prestado el nombre de los galos. Habiendo derrotado al rey suevo Ariovisto en Galia, César construyó puentes a través del Rin para hacer expediciones punitivas en Germania. Escribe que el área estaba compuesta por numerosos estados germánicos, que no estaban del todo unidos. Según César, los galos volcas habían cruzado una vez el Rin y colonizado partes de Germania, pero desde entonces se habían vuelto militarmente inferiores a los Germani. También escribe que los Germani una vez cruzaron el Rin hacia el noreste de la Galia y expulsaron a sus habitantes galos, y que los Belgae afirmaban ser descendientes en gran parte de estos invasores germánicos.

### Augusto
El enviado del emperador para gobernar la Germania romana, Publio Quintilio Varo, había obtenido el cargo gracias a su parentesco con Augusto (estaba casado con Vipsania, sobrina nieta de aquel). Varo ya había sido gobernador de Siria, donde se había ganado la antipatía de muchos por sus vanidosas acciones.
De esta situación se aprovechó Arminio, príncipe de los queruscos, que había luchado en el ejército romano en las guerras en Dalmacia y, a diferencia de Varo, tenía mucha experiencia militar. Cuando Varo se disponía a trasladarse desde el interior de Germania hacia los cuarteles de invierno en el Rin, Arminio —que fingía ser amigo suyo— le hizo desviarse de su ruta hacia una emboscada. Arminio y otros conspiradores se separaron de la caravana dando excusas falsas y se encontraron con un ejército que habían reunido antes. En la batalla del bosque de Teutoburgo el ejército de Arminio atacó a las legiones romanas XVII, XVIII y XIX, comandadas por Varo. 
El ejército romano se encontró en un lugar cerrado llevando mujeres, niños y carga, que dificultaban la organización de las tropas. Después de varios días de lucha, las tres legiones fueron aniquiladas completamente y capturadas sus tres águilas doradas. Quintilio Varo y varios oficiales se suicidaron, ya que los germanos no tomaban prisioneros y torturaban antes de matar. El cadáver de Varo, que había sido sepultado por sus soldados, fue desenterrado por los germanos y sometido a toda clase de vejaciones. Finalmente le cortaron la cabeza y la enviaron a Roma. Miles de soldados romanos fueron torturados y crucificados; varias fortalezas cayeron asimismo en manos germanas, tal como el castillo de Aliso, junto al río Lippe.
Cuando el emperador Augusto se enteró de este desastre, se dejó crecer la barba y el pelo durante meses y continuamente se golpeaba la cabeza contra el muro exclamando: «¡Quintilio Varo, devuélveme mis legiones!». Augusto envió a Germania a Julio César Germánico, quien derrotó a los bárbaros y recuperó los estandartes de las legiones vencidas por Arminio y el territorio (posteriormente).

### Flavios
A finales del siglo I, bajo el liderazgo de la dinastía Flavia, se crearon las provincias de Germania Inferior, con capital en Colonia Claudia Ara Agrippinensium, y Germania Superior, con capital en Mogontiacum. Albergaron una gran fuerza militar y llevaron a cabo un lucrativo comercio con Magna Germania, lo que contribuyó en gran medida a la riqueza de la Galia y a la romanización de Germania. Además de recuperarse los Agri Decumates, establecieron el limes Germanicus. 
A mediados del siglo I d. C., entre ocho y diez legiones romanas estaban estacionadas en la Germania romana para proteger las fronteras. Muchos de los soldados de estas legiones romanas eran germanos. En 69-70 d. C., la Germania romana se vio fuertemente afectada por la Rebelión de los bátavos. Tácito escribe que el líder de la revuelta, Julio Civilis, reclutó una gran cantidad de guerreros de sus autodenominados "parientes" en toda Germania, y elogió a Arminio por haber liberado a Germania de la esclavitud (que fue solo temporal), ya que Arminio fue sucedido por Itálico, que reincorporó Queruscia al Imperio. Los rebeldes de Civilis se apoderaron de Colonia, capital de la Germania romana y hogar de los ubios, quienes según Tácito eran considerados traidores por otros Germani por haber "renunciado a su país natal". Después de intentar al principio arrasar toda Colonia, las fuerzas de Civilis declararon que la ciudad regresó "a la unidad de la nación germana" y era "una ciudad abierta para todos los germanos". Aunque inicialmente declararon a los rebeldes y "otros germanos" sus "parientes de sangre", los ubios finalmente ayudaron a los romanos a recuperar Colonia.

### Bajo Imperio
Bajo Diocleciano (siglo III d. C.), Germania Superior pasó a llamarse "Germania Secunda", mientras que Germania Inferior pasó a llamarse "Maxima Sequanorum". Ambas provincias estaban bajo la Diócesis de las Galias. Continuaron siendo sometidas a repetidos ataques alemanes y francos. En 406, toda la región cayó bajo el Imperio huno de Atila, siendo usado esto durante la Gran Guerra por la propaganda británica, que llamó a los alemanes 'hunos' y durante la Segunda Guerra Mundial, llamando a Hitler 'descendiente de Attila'.
Si bien Augusto quiso ampliar las fronteras hasta el Elba, fue Carlomagno siglos después quien cumpliría el sueño de Augusto al establecer dicho río como frontera de su nuevo Imperio romano de Occidente.

## Población

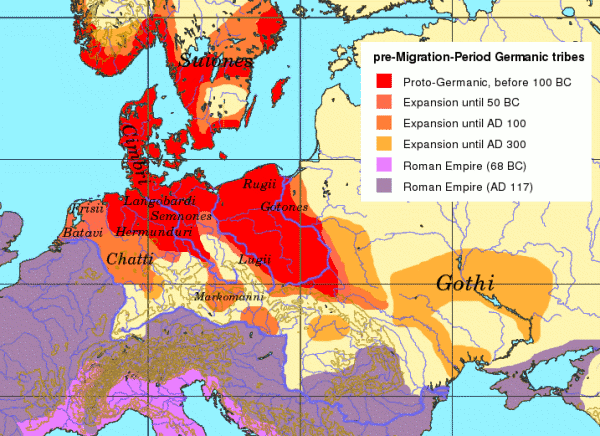
Mapa de la distribución de las tribus germanas en tiempos protogermánicos y sus fases de expansión.

Tácito dice que el nombre de "germano" lo llevaban inicialmente los tungros y que después el nombre se extendió al conjunto de pueblos. Pero otros autores afirman que "germano" fue el nombre dado en latín a las tribus y pueblos germánicos, al igual que se hablaba de celtas. Los historiadores modernos se inclinan por la segunda opción.
El rey suevo Ariovisto, que vivía en tiempos de Julio César, ponía en combate un ejército de no menos de cien mil hombres; los usipetes y los téncteros reunían juntos un ejército de más de 400 000. Marbodo (Marobodus), jefe de los marcomanos, dirigía un ejército de 74 000 hombres. En la guerra contra los sicambrios, los romanos dejaron cuarenta mil hombres, y en la guerra de los camavios y los angrivarios contra los brúcteros, las bajas fueron de sesenta mil, pero como que estos datos deben tomarse con cuidado, la realidad es que no se puede establecer la población real del país.
Los pueblos germanos se consideraban autóctonos del país aunque no lo eran, pero su emigración era lo suficientemente lejana para haberse perdido todo recuerdo incluso a las leyendas. Su lenguaje, la lengua germánica, pertenecía a la familia indoeuropea. Muchos germanos tenían el pelo rubio mazorca (que vendían para hacer pelucas para las mujeres romanas) y la mayoría tenían ojos azules.
Tácito y otros antiguos autores dividían a los germanos en tres grupos: ingaevones, en la costa; hermiones en el interior e istvaeones al este y el sur. Tácito les hace descender de los tres hijos de Mannus, el ancestro de los germanos. Plinio los divide en cinco grupos: los tres antes indicados, más los vindilos y los peucinios-bastarnos, pero otras clasificaciones hacen a los vindilos parte de los hermiones, y los peucinios y bastarnos nombres de subgrupos. Tácito además habla de los leviones, los germanos de Escandinavia, a los que dividía en suiones y sitones.

## Religión
Dioses adorados en Germania:
- El sol, la luna y las estrellas.
- El ancestro Tuisto y su hijo Mannus.
- Wodan u Odín (identificado con Mercurio).
- Freia, mujer de Wodan (identificada con Isis).
- Tyr o Zio (identificado con Marte).
- Nerthus, madre de los dioses.
- Los dos Alces (identificados con Cástor y Pólux).
- Thor, dios del trueno (identificado con Júpiter).

## Estructura social
Los germanos se dividían socialmente en:
- Nobles (nobiles, próceres, optimates), que eran las personas influyentes y sus descendientes, los que poseían muchas tierras y los más destacados por su valor. Estos nobles tenían clientes. Los príncipes y reyes eran siempre elegidos entre los nobles.
- Plebeyos (ingenui) que tenían derecho a poseer la tierra en forma hereditaria y cambiar de lugar de residencia. Asistían a las asambleas populares y servían en el ejército.
- Libertos (liberti o libertini) formaban una clase a medio camino entre los libres y los esclavos, no podían poseer tierra, tenían que servir en el ejército, no podían participar en las asambleas y podían llevar las tierras de otros como colonos.
- Esclavos o siervos (servi) no tenían derechos y para cualquier cosa necesitaban el consentimiento de su dueño, que tenía derecho de vida y muerte. Sin embargo, los esclavos eran bien tratados en general y su situación era mejor que los esclavos romanos. Los esclavos no podían llevar armas ni servir en el ejército y trabajaban en las casas y los campos. Los esclavos lo eran de nacimiento o eran prisioneros de guerra o se habían convertido en esclavos por resolución de los jueces.

Las tribus o pueblos vivían libres e independientes unas de las otras, su respectivo territorio estaba dividido en pagi o distritos militares, cada pueblo tenía su rey elegido entre los nobles en una asamblea  a la que asistía todo el pueblo, los hombres libres; el rey era un magistrado en tiempos de paz pero en tiempo de guerra se nombraba un jefe de guerra al que se confiaba el poder supremo civil y militar; la asamblea podía en todo momento deponer al rey o al jefe de guerra. Los distritos tenían al frente un príncipe que administraba justicia y estaba asistido por un colegio de cien hombres. Algunas tribus no tenían un gobierno central con un rey, y eran solo los líderes de distrito los que tenían el dominio de cada parte del territorio.